# Chiesa di Santa Maria del Monumento
La chiesa di Santa Maria del Monumento è un edificio religioso di Terni, situato fuori Porta Sant'Angelo, lungo la prosecuzione di via Cavour, accanto al cimitero Comunale, in piazzale Caduti di Montelungo.

## Storia
La chiesa attuale fu realizzata nel XV secolo su un romitorio preesistente, retto dai Girolamini, a sua volta costruito sugli avanzi di un monumento funerario romano, da cui la titolazione.

## Descrizione

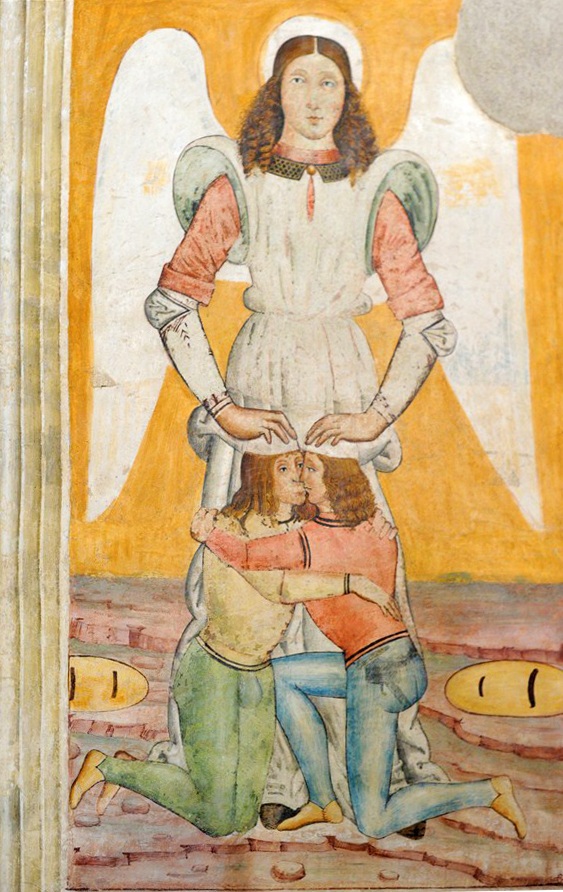
Angelo della Pace

La chiesa di presenta a navata unica, preceduta da un protico aggiunto nel XVI secolo, dove sono stati sistemati alcuni frammenti lapidei romani e medievali.
All'interno si trovano vari affreschi devozionali rinascimentali. In controfacciata, a destra, la Madonna col Bambino e l'Allegoria della Pace di scuola locale della fine del Quattrocento; a sinistra un San Girolamo penitente datato 1483.
Sulla parete destra si trova un ciclo di affreschi attribuito al Maestro del 1409, con scene non ancora pienamente interpretate, tradizionalmente note come Leggenda delle mele auree, ma più accuratamente descritta come una rappresentazione di avvenimenti prodigiosi con dei panellini legati alla locale Confraternita dei Bianchi. Sotto queste scene si trova un teoria di Santi riferisti alla stessa mano, tra cui un San leonardo col committente, una Madonna col Bambino, i Santi Valentino di Terni, Anastasio, Giuditta, angeli e altri santi. Poco più avanti si trova una nicchia con frammenti di un'Adorazione dei Magi della scuola del Pinturicchio (inizio del XVI secolo), purtroppo in massima parte perduta quando fu qui aperta una porta laterale.
Nel catino absidale si trova infine un Cristo in gloria tra angeli e simboli della Passione, pure di un artista umbro influenzato dal Perugino e dal Pinturicchio. 
La chiesa ha un chiostro con lunette decorate da affreschi lacunosi del XVIII secolo.